# Acheron
 Ikke at forveksle med Acheron (flod).
Acheron er en kortfilm instrueret af Amalie Schjønning efter manuskript af Lizandra Pultz og Uffe H. Rasmussen.

## Handling
Acheron er et drama, der handler om et parforhold, der ender i et jalousidrab med referencer til den græske mytologi.